# Musée national d'Art moderne
Pour les articles homonymes, voir Musée d'Art moderne.
Le musée national d'Art moderne (MNAM) est un musée français consacré à l’art moderne et contemporain des XXe et XXIe siècles. Il est situé à Paris dans le centre Georges-Pompidou, où il occupe deux niveaux (« Art contemporain » au niveau 4 et « Art moderne » au niveau 5), outre l'atelier Brancusi, des galeries d'expositions temporaires et divers autres espaces liés au musée. La collection est la deuxième plus grande du monde après celle du musée d'Art moderne de New York et rassemble plus de cent dix mille œuvres dont seule une partie est exposée par roulement. L’accrochage est en principe révisé tous les deux ans. Des expositions temporaires sont également présentées.

## Historique

### Musée
Le musée national d'Art moderne a pris le relais de l'ancien musée du Luxembourg créé en 1818 par Louis XVIII pour accueillir les œuvres des artistes vivants destinées à rejoindre le musée du Louvre dix ans après leur mort. En 1861, le musée s'ouvre aux écoles étrangères jusqu'à constituer à partir des années 1890 une section suffisamment importante pour être installée en 1922 dans une antenne au Jeu de paume, renommée « musée des Écoles étrangères » en 1932, qui présentera de 1922 à 1939 plus de trente expositions temporaires consacrées à ces écoles.
Confronté de nouveau à l'exiguïté du musée du Luxembourg, malgré son installation dans le bâtiment actuel, construit en 1886, et l'Orangerie contiguë qui abrite les sculptures, et après l'abandon de son transfert envisagé en 1906 dans l'ancien séminaire Saint-Sulpice, puis du projet de « Cité des musées », proposé en 1929-1930 par Auguste Perret à l'emplacement du palais du Trocadéro, l’idée de construire un musée d'art moderne est alors promue en 1932 par Louis Hautecœur, conservateur du musée des Artistes vivants du Luxembourg. Déjà le musée de Grenoble en 1919, le musée de Peinture occidentale moderne (MNZJ1 et 2) de Moscou en 1920, le musée Folkwang d'Essen en 1927, le musée d'Art de Łódź en 1930, puis le musée Kröller-Müller d'Otterlo en 1938, avaient été parmi les premiers musées en Europe à consacrer une section de leurs collections à l'avant-garde de l'art moderne, alors qualifiée d'« art indépendant » en France par référence au Salon des indépendants ; tandis qu'à New York était créé en 1929 le MoMA, spécialement consacré à cette période.
En 1934, l'État décide alors de construire un musée national d'Art moderne sur le site de l'ancienne manufacture de tapis de la Savonnerie doublé d'un second musée d'Art moderne pour la ville de Paris et, le 24 mai 1937, le président Lebrun inaugure le « palais des Musées d'art moderne », construit pour l’Exposition universelle de 1937 et ensuite dénommé palais de Tokyo. Néanmoins, il accueille à cette occasion une rétrospective de l'art français depuis le Moyen Âge, le choix ayant alors été fait de présenter la collection moderne d'art français au musée du Petit Palais, avec l'exposition Les maîtres de l'art indépendant 1895-1937, de juin à octobre 1937 et les écoles étrangères au musée du Jeu de paume, avec l'exposition « Origines et développement de l'art international indépendant », du 30 juillet au 31 octobre 1937.
Le 6 août 1942, le musée national d'Art moderne, dont l'inauguration prévue pour 1939 avait été repoussée par la nécessité de travaux de finition puis par la guerre, connut enfin une ouverture partielle dans le palais de Tokyo avec un tiers seulement de la collection ramené des dépôts de la zone occupée et sans les écoles étrangères, conservées depuis 1922 au musée du Jeu de paume, alors évacuées et mises à l'abri au château de Chambord. À la Libération, le « musée des Arts modernes » reprend ses activités avec l'exposition Art et Résistance, du 15 février au 15 mars 1946. Mais le musée national d'Art moderne n'ouvrira véritablement ses portes que le 9 juin 1947 en intégrant les collections du « musée des Écoles Étrangères » du Jeu de Paume ; tandis que ce dernier reçoit la même année les impressionnistes, déjà versés au Louvre en 1929.
En 1977, le musée national d'Art moderne est transféré dans le nouveau centre Georges-Pompidou avec les œuvres débutant par le fauvisme en 1905, en laissant au palais de Tokyo les œuvres post-impressionnistes des artistes nés avant 1870, qui rejoindront en 1986 le musée d'Orsay.
Sur les huit niveaux du Centre Pompidou accessibles au public totalisant 45 000 m2, la Bibliothèque publique d'information (BPI), dont l'entrée est désormais indépendante du Forum et qui possède sa propre cafétéria, occupe le tiers du niveau 1 de mezzanine et les niveaux 2 et 3, soit environ 17 000 m2, dont 10 400 m2 de salles de lecture. Le reste de l'édifice, soit environ 28 000 m2, est en réalité dévolu au musée national d'Art moderne, qui compte 18 700 m2 d'espaces d'exposition (12 600 m2 pour les collections nationales, atelier Brancusi de 600 m2 inclus, 6 100 m2 pour les expositions temporaires réparties dans sept galeries dont deux au sein même du musée) et à ses annexes (bibliothèque Kandinsky, librairies d'art, boutique, ateliers pédagogiques, salles de conférences et de spectacles, ces dernières étant principalement liées à la programmation du musée) ou bénéficie directement au musée, comme les espaces de restauration des niveaux de mezzanine et du sixième étage consacrés aux expositions temporaires.

### Travaux
La première grande vague de travaux intervient en 1985. Les collections ayant alors presque doublé, les espaces d'exposition sont agrandis par l'architecte italienne Gae Aulenti, qui réaménage les galeries contemporaines, et de nouveaux espaces sont créés comme la « Galerie du Forum » dédiée aux expositions les plus exploratoires.
En 1990, l'Ircam, qui avait été construit en souterrain en 1978 sous la place Igor Stravinsky et la fontaine de Jean Tinguely et Niki de Saint Phalle, est doté d'une tour émergente de 728 m2 par Renzo Piano, puis augmenté de deux immeubles aussi disparates qu'une ancienne école Jules-Ferry et un bâtiment de Bains-Douches réaménagés par Daniel et Patrick Rubin. Lancé en juillet 1995, le remodelage des abords du Centre Pompidou porte sur une zone piétonne de 17 000 m2 délimitée par les rues Saint-Martin, Rambuteau, Beaubourg, du Renard et Saint-Merri. Il comporte la réfection des revêtements de sol, du mobilier urbain, de l'éclairage, de l'environnement paysager avec la plantation d'arbres, la réalisation d'un escalier reliant la Piazza à la rue Rambuteau et la création d'un parc de stationnement souterrain pour les autocars et des locaux de stockage. Ces travaux s'achèvent le 28 janvier 1997, à l'occasion de la célébration des 20 ans du Centre Pompidou par l'inauguration de la reconstruction par Renzo Piano de l'atelier de Brancusi, avec une ouverture sur un jardin privatif de 200 m2, sur le côté nord de la Piazza Beaubourg, où il avait déjà été réinstallé en 1977.
Du 29 septembre 1997 au 31 décembre 1999, le Centre Pompidou ferme pendant plus de deux ans à l'exception d'un espace d'exposition de 1 500 m2 et du belvédère, pour une importante rénovation d'un coût de 440 millions de francs, menée par Renzo Piano et Jean-François Bodin. Le trou du Forum est en grande partie rebouché pour accueillir au sous-sol de nouvelles salles du Forum dédiées au spectacle vivant. Le transfert des bureaux à proximité dans le quartier de l'Horloge, permet d'agrandir la Bibliothèque publique d'information, qui dispose alors de sa propre entrée rue Beaubourg, ainsi que les lieux d'exposition, notamment au dernier étage, où deux galeries d'exposition temporaire sont aménagées ; tandis que les galeries du musée sont revues de part et d'autre de leur grande rue traversante. Le « tepee » de 600 m2 conçu par Chaix et Morel pour une exposition au Grand Palais est réutilisé sur la Piazza pour servir à l'information des visiteurs, aux « revues parlées » et à l'activité de la librairie-boutique.
Du 20 novembre 2019 au 16 juin 2021, l’escalator extérieur surnommé la « chenille » a été rénové, avec le retour du public de la BPI par l’entrée commune sur la Piazza et l’ajout d'un accès à la bibliothèque par le niveau 2 via l'escalator,, avant la fermeture totale du Centre Pompidou entre fin 2024 et 2027, voire 2028, pour des travaux de désamiantage, réfection des peintures, changement de l’ensemble des baies vitrées et des ascenseurs, refonte des systèmes d’aération et de climatisation et mise aux normes de sécurité incendie et d'accessibilité, d'un montant de 200 millions d'euros,.

### Collections
Le fonds initial hérité du musée du Luxembourg (reliquat de 803 œuvres porté à 1415 œuvres par 612 acquisitions de 1937 à 1946) a été considérablement enrichi depuis 1947 et constitué en partie par des donations d'artistes (Picasso, Braque, Matisse, Chagall, Delaunay, etc.) et de leurs héritiers, incluant le legs de fonds d'atelier (Brâncuși, Kandinsky, Dufy, Rouault) et des dons de collectionneurs privés (André Lefèvre, baronne Gourgaud, Raoul La Roche, Marie Cuttoli et Henri Laugier, Louise et Michel Leiris (218 œuvres), Docteur Robert Le Masle,, Paul et Lucienne Rosenberg, Marguerite, Aimé et Adrien Maeght, Daniel-Henry Kahnweiler, Daniel Cordier (651 œuvres), Heinz Berggruen, Florence et Daniel Guerlain (1157 œuvres), Bruno Decharme (près de 1000 œuvres), etc.) ou avec l'aide du fonds du patrimoine, ainsi que par d'importantes dations (Man Ray, Chagall, Duchamp, Breton, Derain, Dubuffet, etc.).
L'enrichissement des collections, par dons et parfois participation aux achats, bénéficie également du soutien d'associations et de fondations amies :
- Les amis du Centre Pompidou[18], remplaçant en 2017 la Société des amis du musée national d’Art moderne, mais dont l'origine remonte à 1903[Note 1]. L'association comprend six groupes d’acquisition et de recherche, dont un cercle international, et est liée au fonds Chanel[19] :
  - le Cercle international (CI) créé en 2013, lui-même constitué de huit chapitres géographiques redéfinis à partir de 2017 (314 œuvres acquises depuis 2014, en janvier 2023[20]) :
    - CI-Amérique Latine créé en 2017 (8 œuvres depuis 2021[21]), remplaçant le Groupe America Latina créé en 2010 (6 œuvres de 2013 à 2016),
    - CI-MENA (Moyen-Orient et Nord-Afrique) créé en 2015 (9 œuvres depuis 2022[22]), remplaçant le Groupe Moyen-Orient créé en 2013 (20 œuvres de 2015 à 2018[23]),
    - CI-Asie Pacifique créé en 2017, remplaçant le CI-Greater China créé en 2015 (dont 86 œuvres chinoises depuis 2014[24]),
    - CI-Global créé en 2017, pour le monde entier (8 œuvres depuis 2021[25]),
    - CI-Europe Centrale créé en 2017 (10 œuvres depuis 2020[26]),
    - CI-Europe (de l'Ouest) créé en 2017 (3 œuvres depuis 2017),
    - CI-Amérique du Nord créé en 2019 (4 œuvres depuis 2022[27]),
    - CI-Afrique créé en 2019[28],

  - le Groupe d’Acquisition pour l’Art Contemporain (GAAC) (60 œuvres depuis 2017[29]), remplaçant le Projet pour l'Art Contemporain créé en 2002 (174 œuvres de 2003 à 2016[30]),
    - le groupe Perspective pour l’Art Contemporain crée en 2007, réservé aux membres de moins de 40 ans (31 œuvres depuis 2008[31]),

  - le Groupe d’Acquisition pour la Photographie (GAP) créé en 2015 (425 œuvres depuis 2016[32]),
  - le Groupe d’Acquisition pour le Design (GAD) créé en 2016 (94 œuvres depuis 2017[33]),
  - le Groupe d'Acquisition pour la Scène Française des années 1950-80 (GASF) créé en 2022 (2 œuvres depuis 2023[34]),
  - la Mission recherche créée en 2019, destinée à la recherche et aux bourses scientifiques ;
  - le CHANEL Fund for Women in the Arts and Culture créé en 2018 (93 œuvres depuis 2019[35]) ;
- la Menil Foundation donatrice de 1975 à 1984, animée par Dominique de Ménil, également présidente de la Société des amis du musée national d’Art moderne de 1980 à 1987, puis avec sa famille (14 œuvres au total de 1975 à 1992[36],[37]), notamment d'art américain ;
- la Scaler Foundation (109 œuvres de 1976 à 2010[38]), relayée par la Clarence Westbury Foundation (453 œuvres de 1999 à 2016[39]), animées par Sylvie, Jacques et Éric Boissonnas (16 œuvres[40]), ce dernier ayant aussi été président de la Société des amis du musée national d’Art moderne de 2011 à 2013 (578 œuvres au total) ;
- la Centre Pompidou Foundation[41] (240 œuvres données ou achetées[42]), remplaçant en 2006 la Georges Pompidou Art and Culture Foundation créée en 1977 (28 œuvres de 1977 à 2008[43]) et 224 œuvres mises en dépôt par ces deux fondations avant leur donation[44], dont 95 de la collection Thea Westreich Wagner et Ethan Wagner ;
- la société Kandinsky (39 œuvres depuis 2002, liées à la scène allemande d'avant 1945[45]) ;
- la fondation Ricard, dans le cadre du prix Ricard (38 œuvres depuis 2003[46]) ;
- la Society of the Japanese Friends of Centre Pompidou (58 œuvres depuis 2011[47]) ;
- la Vladimir Potanin Foundation, (127 œuvres depuis 2016[48]) avec la Tsukanov Family Foundation (10 œuvres), parmi plus de 320 données depuis lors par des collectionneurs russes[49].

Les acquisitions bénéficient également du don d'œuvres des artistes en résidence d'entreprises du Fonds de dotation Centre Pompidou Accélérations crée en mars 2018, à la suite de leur exposition annuelle intitulée « Points de rencontres » au Centre Pompidou (73 œuvres depuis 2020).

## Missions et organisation du musée

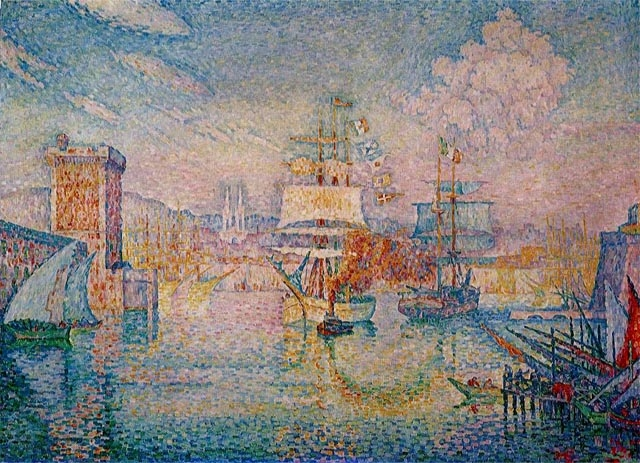
Paul Signac : Entrée du port de Marseille (1918).

Le musée constitue un département du centre national d'art et de culture Georges-Pompidou. Depuis 1992, il a intégré le Centre de création industrielle fondé par François Mathey et est officiellement appelé : Musée national d’Art moderne - Centre de création industrielle (MNAM / CCI).
Selon ses statuts modifiés par le décret no 92-1351 du 24 décembre 1992, il a pour mission :
- d'inventorier, de conserver, de restaurer, d'enrichir, de présenter au public et de mettre en valeur les collections d'œuvres d'art dont le centre Georges-Pompidou a la garde, dans les domaines des arts plastiques, des arts graphiques, de la photographie, du cinéma expérimental, de l'art vidéo, des nouveaux médias, de la création industrielle, du design de l'architecture depuis le début du XXe siècle ; ces collections comprennent également les fonds documentaires et les archives qui les concernent ;
- de présenter au public, en tous lieux, toute manifestation visant à diffuser et à approfondir la connaissance de l'art depuis le début du XXe siècle ;
- de favoriser la création contemporaine sous toutes ses formes.

Le MNAM / CCI comprend :
- la conservation des collections d'arts plastiques composée des services suivants : le service des collections historiques, le service des collections contemporaines, le service de la création contemporaine et prospective, le cabinet d'art graphique, le cabinet de la photographie, le service du cinéma expérimental, le service des nouveaux médias, le service de la restauration ;
- la conservation des collections architecture et design, composée du service architecture et du service design et prospective industrielle ;
- le service de la bibliothèque Kandinsky - Centre de recherche et de documentation du MNAM / CCI, qui comprend le secteur des collections imprimées et le secteur des archives et de la documentation ;
- le service des collections, conjointement avec la direction de la production.

Il assure également le secrétariat de la commission d'acquisition et le secrétariat de la commission des prêts et dépôts du centre Georges-Pompidou.
Activités culturelles
Outre plusieurs expositions temporaires par an consacrées à l'art moderne et contemporain, le MNAM/CCI, collabore, comme l'IRCAM et la BPI, aux manifestations et cycles réguliers des "Rendez-vous du Forum" organisés tout au long de l'année par le Centre Pompidou (cinéma, performances, danse, théâtre, concerts, débats, conférence, colloques) :
- Festival « Hors Pistes », de nature pluridisciplinaire sur les nouvelles pratiques de l'image, depuis 2006, en janvier, février[53] ;
- « Nouveau Festival », de nature pluridisciplinaire, depuis 2009, en février, mars[54] ;
- Festival international de films documentaires « Cinéma du réel », depuis 1979, en mars, avril, sous l'égide de la BPI[55] ;
- Festival « Manifeste », depuis 1992, en juin, sous l'égide de l'Ircam, où il remplace depuis 2012 « Agora » créé en 1998[56] ;
- Cycle « Move/Vidéodanse », entre juin et novembre qui, dans le cadre du cycle interdisciplinaire « Move », remplace le Festival Vidéodanse créé en 1982[57] ;
- Cycles « In Vivo », consacrés aux arts vivants à travers la performance, depuis 2011, sous l'égide du MNAM/CCI ;
- Cycle « Link », consacré, en présence des artistes, à la transmission artistique intergénérationnelle, depuis 2011, sous l'égide du MNAM/CCI ;
- Cycles « Face aux œuvres » et « Un dimanche une œuvre » en présence de l'artiste, au MNAM/CCI ;
- Cycle « Cinéastes en correspondance », notamment dans le cadre du Festival d'automne, depuis 2012[58] ;
- Cycle mensuel « Prospectif Cinéma », en présence du cinéaste, le dernier jeudi du mois, depuis 2002 ;
- Cycle « Rencontres de la BPI »[59] ;
- Cycles ponctuels de conférences « Parole » (aux artistes, à l'architecture, au design, à l'histoire de l'art…, tels que "L'Encyclopédie des guerres") et « Rencontre » avec des artistes, etc.

## Antennes du musée et réserves
Après l'an 2000, le Centre Pompidou a engagé un déploiement de sa collection hors les murs, avec :
- le 12 mai 2010, l'antenne du musée ouverte au Centre Pompidou-Metz ;
- du 19 octobre 2011 au 29 septembre 2013, le Centre Pompidou mobile, conçu par Patrick Bouchain et inauguré à Chaumont par une exposition sur "La couleur" ;
- le 28 mars 2015, le Centre Pompidou Málaga, dans le bâtiment de 6 300 m2 appelé « El Cubo » (Le Cube) à Málaga en Espagne, en accueillant 70 œuvres du musée national d'Art moderne pendant cinq ans renouvelables ;
- le 5 mai 2018, le Kanal - Centre Pompidou à Bruxelles, pôle culturel réunissant des expositions d’art moderne et contemporain, architecture, design, installations d’artistes et spectacles vivants, installé dans un ancien garage Citroën de 16 000 m2, avec une préfiguration présentant 300 œuvres, qui sera suivie d'une ouverture totale en 2024, dans le cadre d’un partenariat de 10 ans conclu avec la Région Bruxelles-Capitale, la Fondation Kanal et le Centre d’Architecture bruxellois CIVA.
- le 8 novembre 2019, le Centre Pompidou West Bund Museum à Shanghai, précédemment inauguré le 5 novembre 2019, dans un bâtiment de 25 000 mètres carrés construit par l’architecte britannique David Chipperfield sur les berges du fleuve Huangpu. Dans le cadre de la réalisation d'un « corridor artistique » dans la zone d'aménagement du district de Xuhui confiée à la société West Bund group, un partenariat de cinq ans renouvelables a été conclu afin de faire connaître l’art moderne et contemporain occidental au public chinois et de présenter des artistes contemporains chinois[60],[61].
- en 2026, le Centre Pompidou Francilien - Fabrique de l’art de 23 000 m2 ouvrira à Massy, pour un coût de 62 millions d'euros, dont 42 millions financés par les collectivités territoriales et 20 millions par un partenariat public-privé. Le centre de conservation accueillera les réserves du musée national d'art moderne, en partie ouvertes au public, et celles du Musée national Picasso, et le « foyer d'animation culturelle » de 2 500 m2, censé toucher un public qui ne fréquente pas habituellement Beaubourg, proposera des expositions participatives et une programmation artistique et culturelle[62],[63].

## Collections

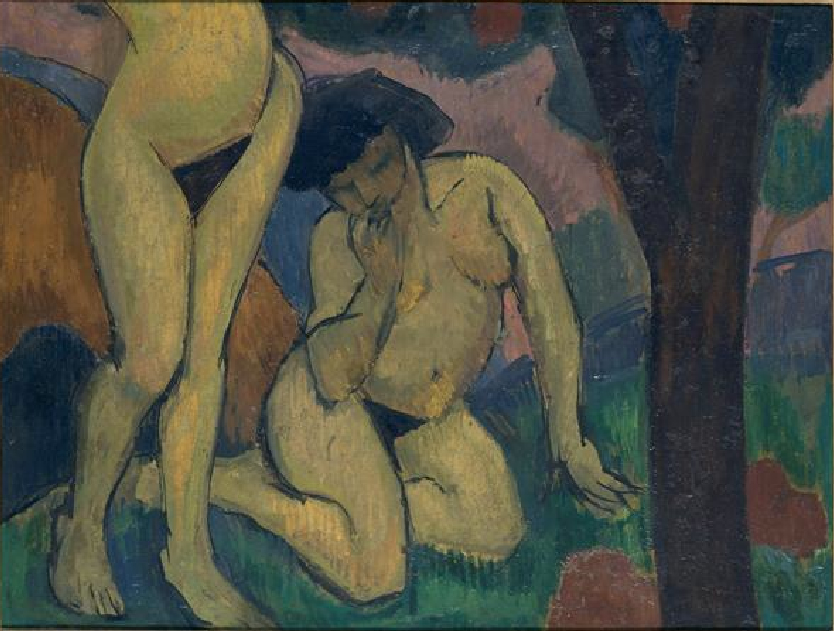
Roger de La Fresnaye, 1910, Deux nus dans un paysage, huile sur toile,.

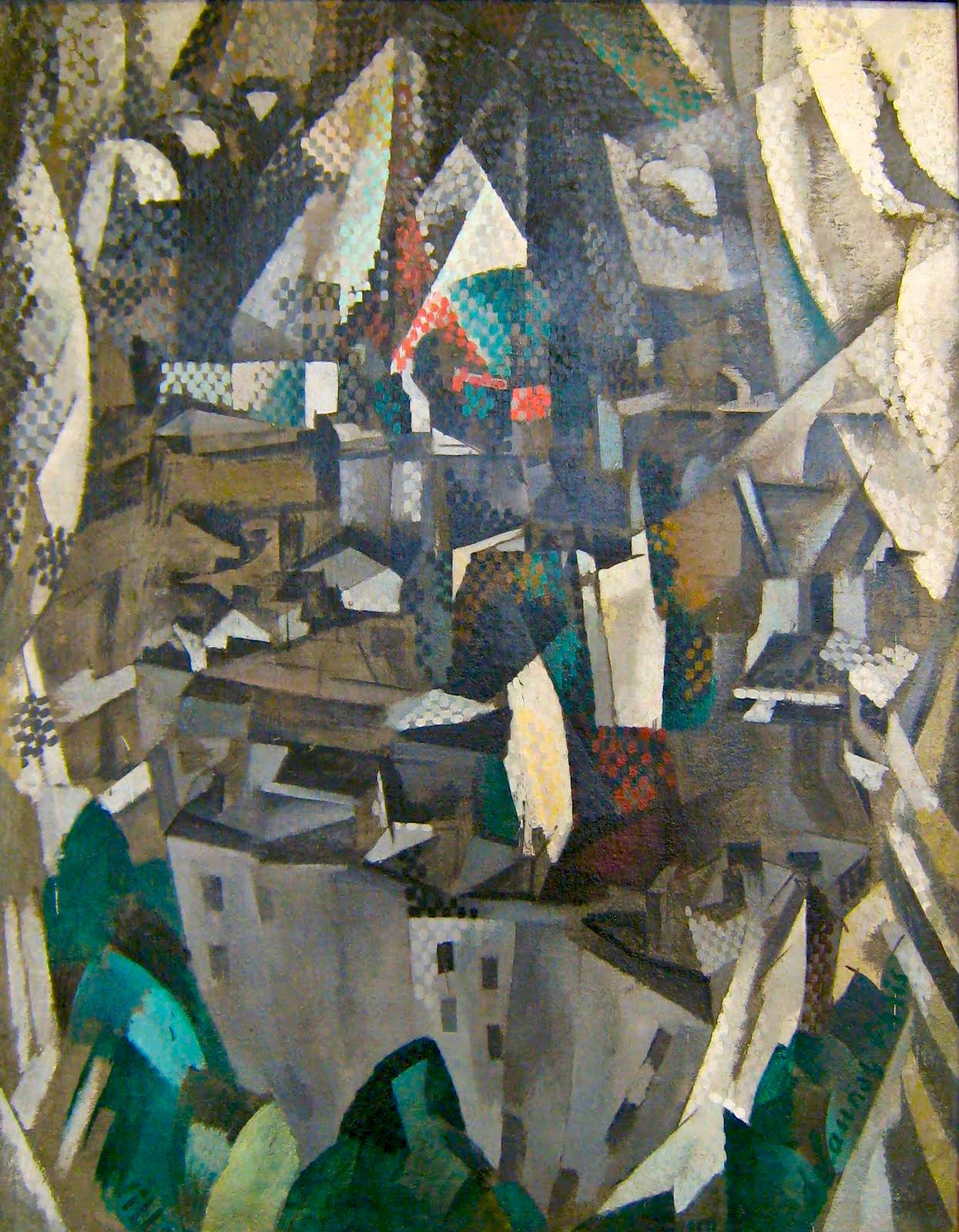
Robert Delaunay, 1910, La ville no. 2, huile sur toile,.

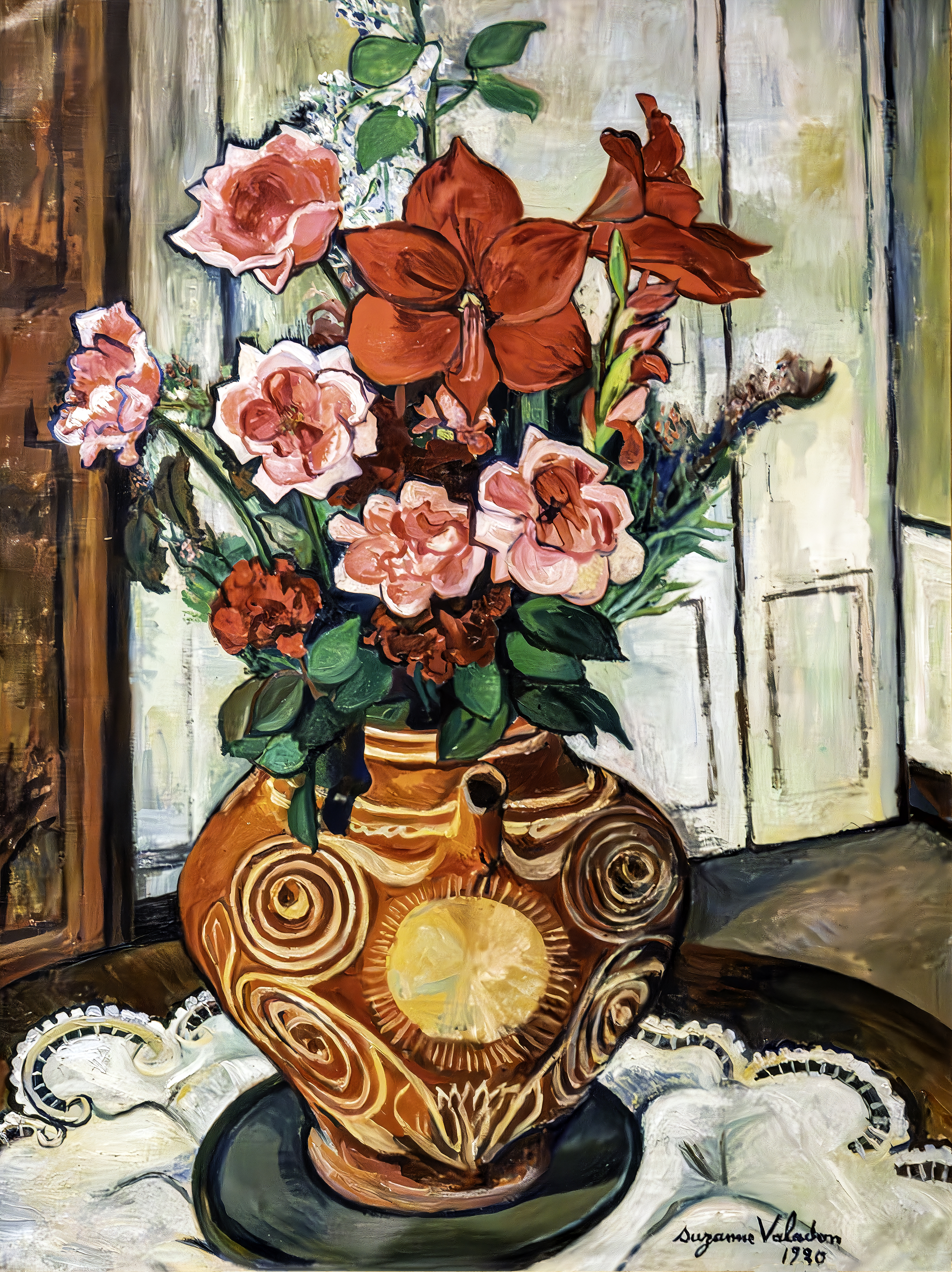
Suzanne Valadon, 1930, Bouquet de fleurs, huile sur toile.

Le musée dispose de 18 700 m2 d'exposition répartis sur plusieurs niveaux du centre :
- les collections permanentes aux quatrième et cinquième étages avec, au sein du musée, deux galeries d'expositions généralement monographiques et d'art graphique, ainsi qu'une librairie, un coin bibliothèque et deux espaces de consultation documentaire multimédia sur les collections de vidéos et de cinéma ;
- cinq galeries d’expositions temporaires supplémentaires (actualités, photographie, architecture, design, etc.), qui occupent au total 5 400 m2, comprenant deux grandes galeries au sixième étage, les galeries 3 et 4 au niveau mezzanine (précédemment divisé différemment en deux espaces baptisés l'Espace 315 et la Galerie Sud) et la galerie de photographies de 200 m2 au Forum -1, inaugurée le 5 novembre 2014. L'Espace 315 exposait notamment le lauréat du prix Marcel-Duchamp décerné l'année précédente lors de la Foire internationale d'art contemporain ;
- l'atelier Brancusi de 600 m2 situé sur la Piazza[64].

La collection du musée reflète tous les mouvements artistiques du XXe siècle,. Pour la première fois en juin 2005, les œuvres furent également présentées thématiquement, alors que depuis l'origine du musée, elles étaient exposées par mouvement et chronologiquement :
- 15 juin 2005 - 3 avril 2006 : Big Bang - Destruction et création dans l'art du XXe siècle, niveau 5.
- 5 avril 2006 - 29 janvier 2007 : Le mouvement des images, niveau 4, suivi d'un retour à une présentation chronologique au niveau 5, autorisée par la richesse des collections.

Désormais, tous les deux ans et chaque année alternativement, le Centre Pompidou renouvelle l'accrochage de ses collections modernes au niveau 5 et contemporaines au niveau 4, sauf présentation exceptionnellement commune sur deux niveaux :
- 27 mai 2009 - 28 février 2011 : Elles@centrepompidou - Artistes femmes dans les collections du MNAM, niveaux 4 et 5.
- 12 avril 2011 - 26 août 2013 : Collection moderne, parcours chronologique, niveau 5.
- 17 octobre 2012 - 10 mars 2014 : Fruits de la passion - 10 ans du Projet pour l'Art Contemporain, niveau 4.
- 23 octobre 2013 - 26 janvier 2015 : Modernités plurielles 1905 - 1970 - Une histoire mondiale de l'art moderne, niveau 5.
- 2 juillet 2014 - 11 janvier 2016 : Une histoire - Art, architecture et design, des années 1980 à aujourd'hui, niveau 4.
- À partir du 27 mai 2015 : Collection moderne, parcours chronologique, niveau 5. À compter de cette date des salles d'exposition-dossier, inaugurées avec « Passeurs » (12 historiens, critiques d'art et amateurs éclairés), renouvellent annuellement ce niveau, ainsi qu'une salle « Focus » d'actualité trimestrielle des collections.
- 23 mars 2016 - 27 mars 2018 : Cher(e)s ami(e)s - Donateurs 2010 - 2015, niveau 4.
- 28 septembre 2016 - 9 janvier 2017 : exposition-dossier « Politiques de l'art », de russie jusqu'en occident, niveau 5.
- 15 juin (1ère partie) et 20 septembre 2017 (totalité) - 30 décembre 2019 : Musée en œuvre(s), parcours contemporain par mouvements historiques, niveau 4.
- 4 mai 2017 - 16 avril 2018 : exposition-dossier « L’Œil écoute », musique et art moderne, niveau 5.
- 25 mai 2018 - 15 avril 2019 : exposition-dossier « Histoire(s) d'une collection », 1920-1977 du musée du Luxembourg au musée national d'art moderne, niveau 5.
- 19 mai 2021 - 28 février 2022 : exposition-dossier « Petits papiers du 20e siècle », imprimés d'artistes de la dation Paul Destribats, niveau 5.

Tous les mouvements et œuvres des artistes figurant dans la collection, qui fin décembre 2013 comprenait 100 313 œuvres de 6 396 artistes et 90 pays différents, ne sont donc pas présentés au même moment, mais par roulement. En 2013, l'accrochage des collections permanentes, atelier Brancusi compris, prévu jusqu'en mars 2014, exposait ainsi à titre d'exemple, 680 artistes (10,6 %) et 2 151 œuvres (2,1 %) de 62 pays, soit 408 peintures, 512 sculptures et installations, dont 256 de Brancusi, 255 objets, dont 74 de design et 8 textiles, 664 dessins, 32 estampes, 181 photographies, 20 films et vidéos, 40 maquettes, etc. Par comparaison, au même moment, le MOMA exposait 1 031 œuvres et la Tate Modern 620 œuvres de 172 artistes. En 2013, néanmoins, 5 200 œuvres étaient déposées dans des musées de province (engendrant alors un reliquat de 95 113 œuvres conservées au MNAM/CCI), et 4 304 ont été prêtées, dont 2 334 à des musées étrangers. En 2012, 223 œuvres avaient été prêtées au Centre Pompidou-Metz et 14 au Centre Pompidou mobile,.
La collection du musée,, représentative des scènes internationale et française, est organisée en deux périodes, moderne et contemporaine :

### Période moderne (1905-1960)

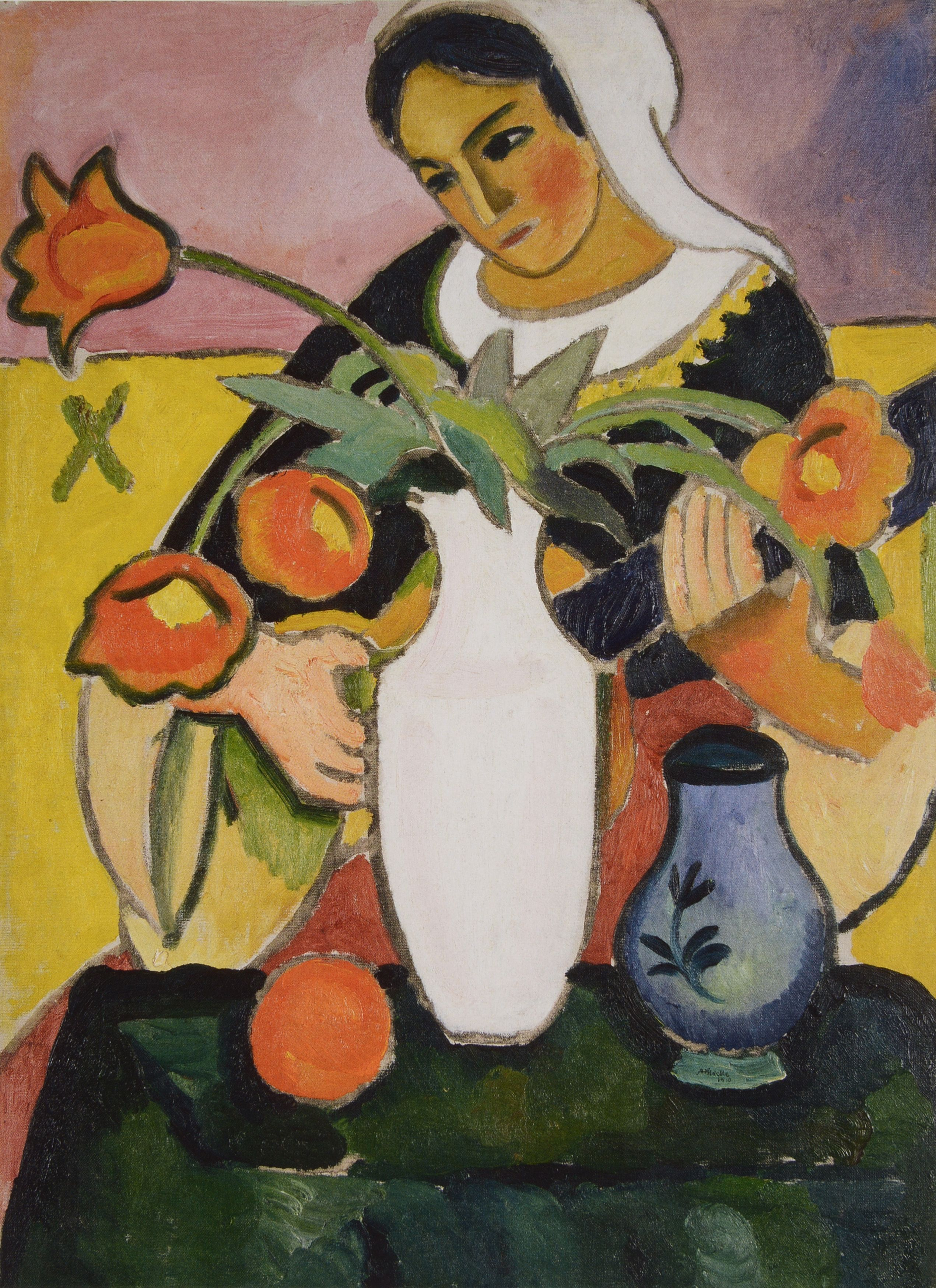
August Macke, Joueuse de luth, 1910.

- Fauvisme avec des œuvres de Georges Braque, André Derain, Henri Matisse, Maurice de Vlaminck, Raoul Dufy, Albert Marquet, Othon Friesz, Kees van Dongen, Georges Rouault, Henri Manguin, Auguste Chabaud
- Cubisme avec des œuvres de Georges Braque, Pablo Picasso, Fernand Léger, Juan Gris, Albert Gleizes, Jean Metzinger, Jacques Villon, André Lhote, Auguste Herbin et des sculptures de Henri Laurens, Raymond Duchamp-Villon, Jacques Lipchitz, Alexandre Archipenko
- Futurisme avec Umberto Boccioni, Carlo Carrà, Giacomo Balla, Gino Severini, Luigi Russolo, Alberto Magnelli
- Avant-garde russe et polonaise (constructivisme, suprématisme) avec Kasimir Malevitch, Alexandre Rodtchenko, Lazar Lissitzky, Alexandra Exter, Natalia Gontcharova, Michel Larionov, Jean Pougny, Vladimir Baranov-Rossiné, Léopold Survage, Pavel Filonov, Paul Mansouroff, Vladimir et Gueorgui Stenberg (en), Nikolaï Souétine, Ivan Koudriachov / Katarzyna Kobro, Władysław Strzemiński, Henryk Stazewski
- Expressionnisme / Nouvelle Objectivité avec Ernst Ludwig Kirchner, Max Pechstein, August Macke, Karl Schmidt-Rottluff, Alexej von Jawlensky, Emil Nolde, Oskar Kokoschka, Lyonel Feininger / Otto Dix, George Grosz, Christian Schad, Max Beckmann
- Mouvement Dada / Bauhaus avec Marcel Duchamp, Marcel Janco, Sophie Taeuber-Arp, Francis Picabia, Raoul Hausmann, Hannah Höch, Kurt Schwitters / Paul Klee, László Moholy-Nagy, Josef Albers, Oskar Schlemmer et des sculptures de Jean Arp, Antoine Pevsner, Naum Gabo
- Art abstrait (Orphisme, De Stijl) / Art concret avec František Kupka, Vassily Kandinsky, Robert Delaunay, Piet Mondrian, Bart van der Leck, Theo van Doesburg, Georges Vantongerloo, Vilmos Huszár, César Domela, Jean Hélion, Otto Carlsund, Willi Baumeister, Otto Freundlich, Joaquín Torres García, Max Bill, Olle Bærtling, Richard Mortensen, Aurélie Nemours
- Sculptures de Constantin Brâncuși, Henri Gaudier-Brzeska, Julio González, Alexander Calder, Ossip Zadkine, Henry Moore
- Peintres de l'école de Paris : Marc Chagall, Amedeo Modigliani, Chaïm Soutine, Tsugouharu Foujita, Moïse Kisling, Jules Pascin, María Blanchard
- Surréalisme : Giorgio De Chirico, Salvador Dalí, René Magritte, Max Ernst, Joan Miró, André Breton, Man Ray, Dora Maar, Yves Tanguy, André Masson, Roberto Matta, Wifredo Lam, Paul Delvaux, Alberto Giacometti, Hans Bellmer, Victor Brauner, Joseph Cornell, Meret Oppenheim, Dorothea Tanning

Après 1945 :
- Expressionnisme abstrait : Jackson Pollock, Mark Tobey, Mark Rothko, Barnett Newman, Willem de Kooning, Arshile Gorky, Clyfford Still, Robert Motherwell, Sam Francis, Adolph Gottlieb, Kenneth Noland, Philip Guston, Paul Jenkins, Joan Mitchell, Cy Twombly, Richard Stankiewicz
- Abstraction lyrique / Tachisme : Wols, Georges Mathieu, Hans Hartung, Camille Bryen, Jean-Paul Riopelle, Nicolas de Staël, Pierre Soulages, Gérard Schneider, Jean Degottex, Pierre Tal Coat, Bram van Velde, Zao Wou-Ki, Simon Hantaï, Olivier Debré, André Lanskoy, Alfred Manessier, Jean Bazaine, Jean Le Moal, Roger Bissière, Maurice Estève, Charles Lapicque, Serge Poliakoff, Maria Helena Vieira da Silva, Árpád Szenes, Sayed Haider Raza, Raoul Ubac, Gustave Singier, Julius Bissier, Bernard Schultze, Rolf Cavael et des sculptures de François Stahly, Étienne-Martin
- Art informel / Art brut / Spatialisme : Jean Fautrier, Jean Dubuffet, Antoni Tàpies, Lucio Fontana, Alberto Burri, Giuseppe Capogrossi, Enrico Baj, Cesare Peverelli, Beniamino Joppolo, Emilio Scanavino, Manolo Millares, Antonio Saura, Bernard Réquichot, Gaston Chaissac
- CoBrA : Karel Appel, Asger Jorn, Pierre Alechinsky, Christian Dotremont, Guillaume Corneille, Constant (Nieuwenhuis), Carl-Henning Pedersen, Jacques Doucet, Jean-Michel Atlan, Egill Jacobsen, Ernest Mancoba, Sonja Ferlov Mancoba, Maurice Wyckaert, Jean Raine
- Gutaï : Kazuo Shiraga, Saburō Murakami, Atsuko Tanaka, Shōzō Shimamoto, Takesada Matsutani, Hisao Domoto, Toshimitsu Imai
- Cinétisme (Op art, GRAV, Groupe T (it)) : Victor Vasarely, Jesús-Rafael Soto, Carlos Cruz-Diez, Yaacov Agam, Bridget Riley, Julio Le Parc, François Morellet, Horacio García Rossi, Francisco Sobrino, Joël Stein, Yvaral (Jean-Pierre Vasarely), Pol Bury, Nicolas Schöffer, Grégorio Vardanega, Alberto Biasi, Bruno Munari, Giovanni Anceschi, Grazia Varisco
- Œuvres de Le Douanier Rousseau (Henri Rousseau), Paul Signac, Aristide Maillol, Suzanne Valadon, Marie Laurencin, Sonia Delaunay, Tamara de Lempicka, Alina Szapocznikow, Georgia O'Keeffe, Frida Kahlo, Louise Nevelson, Germaine Richier, Judit Reigl, Diego Rivera, Vicente do Rego Monteiro, Giorgio Morandi, Balthus (Balthasar Kłossowski de Rola), Bernard Buffet, Francis Bacon, etc.

En raison des règles régissant le droit d'auteur, la « reproduction non autorisée » des œuvres de certains artistes majeurs sur le site de la collection du musée ne cessera qu'à l'expiration d'une période de soixante-dix ans après leur mort, à savoir : Henri Laurens et Henri Matisse le 1er janvier 2025, Georges Braque le 1er janvier 2034 et Sonia Delaunay le 1er janvier 2050.

### Période contemporaine (après 1960)
- Pop Art (Independent Group / Pop art américain / Réalisme capitaliste ) : Richard Hamilton / Andy Warhol, Robert Rauschenberg, James Rosenquist, Roy Lichtenstein, Jasper Johns, Claes Oldenburg, George Segal, Jim Dine, Ed Ruscha / Gerhard Richter, Sigmar Polke,
- Nouveau Réalisme : Yves Klein, Jean Tinguely, Niki de Saint Phalle, Arman (Fernandez), César (Baldaccini), Mimmo Rotella, Christo (Javacheff) et Jeanne-Claude (Denat de Guillebon), Raymond Hains, Jacques de la Villeglé, Martial Raysse / Öyvind Fahlström, Daniel Spoerri
- Groupe ZERO / Groupe NUL : Heinz Mack, Otto Piene, Günther Uecker, Konrad Klapheck, Herman de Vries, Jan Schoonhoven
- Azimuth / Arte Povera : Piero Manzoni, Enrico Castellani, Piero Dorazio, Dadamaino (Eduarda Emilia Maino), Giuseppe Penone, Mario Merz, Jannis Kounellis, Luciano Fabro, Giovanni Anselmo, Alighiero Boetti, Michelangelo Pistoletto, Piero Gilardi, Mario Ceroli, Gilberto Zorio
- Fluxus : John Cage, La Monte Young, Joseph Beuys, Nam June Paik, Wolf Vostell, George Brecht, Robert Filliou, Ben (Vautier), Dieter Roth, Yoko Ono, Wolf Vostell / Jean-Jacques Lebel
- Minimalisme / BMPT, Supports/Surfaces : Ellsworth Kelly, Robert Ryman, Carl André, Dan Flavin, Dan Graham, Donald Judd, Sol LeWitt, Agnès Martin, Robert Morris, Bruce Nauman, Richard Serra, Frank Stella / François Morellet, Martin Barré, Daniel Buren, Olivier Mosset, Michel Parmentier, Niele Toroni, Claude Viallat, Louis Cane, Daniel Dezeuze, Patrick Saytour, Jean-Pierre Pincemin, André-Pierre Arnal, Pierre Buraglio, François Rouan, Christian Jaccard, Vincent Bioulès, Noël Dolla, Bernard Pagès, Toni Grand
- Land Art : Robert Smithson, Richard Long, Andy Goldsworthy
- Figuration narrative : Hervé Télémaque, Bernard Rancillac, Eduardo Arroyo, Erró (Guðmundur Guðmundsson), Jacques Monory, Valerio Adami, Gilles Aillaud, Henri Cueco, Gérard Fromanger, Peter Klasen, Antonio Seguí, Antonio Recalcati, Leonardo Cremonini, Equipo Crónica / Alain Jacquet, Peter Saul, Ivan Messac, Christian Babou
- Lettrisme / Art conceptuel : Isidore Isou, Gabriel Pomerand, Maurice Lemaître, Gil Joseph Wolman, Roland Sabatier, François Dufrêne, Jean-Louis Brau, Alain Satié, François Poyet / Joseph Kosuth, Lawrence Weiner, Marcel Broodthaers, Emilio Isgrò, Bernar Venet, Sophie Calle, Christian Boltanski, Annette Messager, Mona Hatoum,
- Art non-conformiste / Sots Art : Ilya et Emilia Kabakov, Erik Boulatov, Komar et Melamid, Vladimir Nemukhin, Dmitri Prigov, Oscar Rabin, Edouard Steinberg, Boris Orlov, Anatoly Sverev , Grisha Bruskine, Sergei Mironenko, Leonid Sokov, Alexander Brodsky, Vladimir Yakovlev, Alexander Kosolapov, Timur Novikov, Lidia Masterkova, Yuri Zlotnikov, Oleg Kulik
- Art corporel : Marina Abramović, Orlan (Paulette Du Brouet), Gina Pane, Michel Journiac, Rebecca Horn, Ketty La Rocca, Jana Sterbak
- Néo-expressionnisme (Nouveaux Fauves, Bad Painting, Trans-avant-garde, Figuration libre) : Georg Baselitz, Anselm Kiefer, Jörg Immendorff, A. R. Penck (Ralph Winkler), Albert Oehlen, Markus Lüpertz / Jean-Michel Basquiat, Julian Schnabel, Leon Golub, David Salle, Eric Fischl / Francesco Clemente, Enzo Cucchi, Mimmo Paladino, Miquel Barceló / Robert Combas, Hervé Di Rosa, Gérard Garouste, Jean-Charles Blais, François Boisrond, Jacques Grinberg, Jeanne Socquet
- New British Sculpture : Tony Cragg, Barry Flanagan, Richard Deacon, Anish Kapoor, Bill Woodrow
- Œuvres de Richard Lindner, Martin Kippenberger, Per Kirkeby, Peter Stämpfli, Lucian Freud, David Hockney, Brion Gysin, Malcolm Morley, Chuck Close, Matthew Barney, Bill Viola, Dado (Miodrag Djuric), Roman Opalka, Viswanadhan, Nalini Malani, Ung No Lee, Wang Keping, Cheri Samba, Pierre Molinier, Claude Bellegarde, Jean-Pierre Raynaud, Claude Lévêque, etc.

Et de nombreux artistes des scènes étrangères et française des années 1990-2000 : Bernd et Hilla Becher, Andreas Gursky, Martin Parr, Thomas Ruff, Nan Goldin, Peter Fischli et David Weiss, Eduardo Chillida, Wim Delvoye, Gilbert et George, Cindy Sherman, Peter Doig, Glenn Brown, Sean Scully, John Currin, Marlene Dumas, Ernesto Neto, Tunga (Antônio José de Barros Carvalho e Mello Mourão), Subodh Gupta, Ma Desheng, Ai Weiwei, Zhang Xiaogang, Yan Pei-Ming, Wang Du, Adel Abdessemed, Bertrand Lavier, Philippe Cognée, Bernard Frize, Pierre Huyghe, Louise Bourgeois, Alain Sechas, Xavier Veilhan, Jean-Michel Othoniel, Philippe Ramette, Bernard Piffaretti, Laurent Grasso, Claude Closky, Michel Blazy, Didier Marcel, Philippe Mayaux, Philippe Parreno, Philippe Decrauzat, Hubert Duprat, Pierre (Commoy) et Gilles (Blanchard), Valérie Belin, Yayoi Kusama, etc.

### Architecture et design
Depuis l'intégration de la collection du Centre de création industrielle en 1992 : Otto Wagner, Peter Behrens, Gerrit Rietveld, Marcel Breuer, Pierre Chareau, Le Corbusier et Pierre Jeanneret, Charlotte Perriand, Eileen Gray, Ludwig Mies van der Rohe, Louis Sognot, René Herbst, Robert Mallet-Stevens, Franco Albini, Alvar Aalto, Marcel Lods, Gio Ponti, Jean Prouvé, Hans Coray, Ray et Charles Eames, Harry Bertoia, Marco Zanuso, Richard Sapper, Pierre Guariche, Raymond Loewy, Achille Castiglioni, Eero Saarinen, Sori Yanagi, Verner Panton, Arne Jacobsen, Roger Tallon, Pierre Paulin, Olivier Mourgue, Isamu Noguchi, Joe Colombo, Ettore Sottsass, Carlo Bartoli, Shiro Kuramata, Élisabeth Garouste et Mattia Bonetti, Gaetano Pesce, Mario Bellini, Philippe Starck, Martin Szekely, Marc Newson, Ronan et Erwan Bouroullec, Ron Arad, Jasper Morrison, Konstantin Grcic, Matali Crasset, Patrick Jouin, Marcel Wanders, Ross Lovegrove, Norman Foster, François Azambourg, Aldo Rossi, Jean Nouvel, Dominique Perrault, Christian de Portzamparc, etc.

### Atelier Brancusi
Situé sur la Piazza en dehors du bâtiment principal et intégré à la collection, l'atelier Brancusi est une reconstitution fidèle de l'atelier du sculpteur de l'impasse Ronsin, légué à l'État en 1956 avec tout son contenu. Il conserve 2 571 œuvres achevées, ébauches et objets, dont 137 sculptures, 87 socles originaux, 41 dessins, 2 peintures, plus de 1 600 plaques photographiques de verre et tirages originaux, une bibliothèque de 160 ouvrages, une discothèque de plus de 200 disques, des meubles et des outils.

### Bibliothèque Kandinsky
Créée en 2002, la bibliothèque Kandinsky est la bibliothèque spécialisée du musée consacrée à l'art du XXe siècle. Elle trouve son origine dans la documentation rassemblée à l'hôtel Salomon de Rothschild par le Centre national d'art contemporain (Cnac) et compte 200 000 ouvrages imprimés, depuis l'acquisition en 2006 de la bibliothèque Paul Destribats, qui en a fait le fonds le plus riche au monde pour la première moitié du XXe siècle. Elle peut accueillir jusqu'à 64 lecteurs sur une surface de 390 m2.

## Quelques œuvres
- Francis Bacon :
  - Three Figures in a Room
- Balthus :
  - Alice
- Georg Baselitz :
  - Die Mädchen von Olmo II
- Pierre Bonnard :
  - Coin de table
- Georges Braque :
  - Le Grand Nu
  - Les Instruments de musique
  - Violon et pipe (Le Quotidien)
  - Route près de l'Estaque
  - Compotier et cartes
  - Nature Morte
- Ben
  - Le Magasin de Ben
- Louise Bourgeois :
  - Cumul I
  -  Precious Liquids
- Marc Chagall :
  - La Guerre
- Giorgio de Chirico :
  - Portrait (prémonitoire) de Guillaume Apollinaire
- Salvador Dali :
  - Hallucination partielle. Six images de Lénine sur un piano
- Robert Delaunay :
  - Rythmes
  - Rythme, Joie de vivre
- André Derain :
  - La Tasse de thé
- Otto Dix :
  - Portrait de la journaliste Sylvia von Harden
- Marcel Duchamp :
  - L.H.O.O.Q.
- Max Ernst :
  - Le Jardin de la France
- Juan Gris :
  - La Guitare
  - Le Petit déjeuner
  - Le Papier à musique
  - Nature morte sur une chaise
  - Le Tapis bleu
- David Hockney :
  - The Arrival of spring in Woldgate, East Yorkshire (donation 2017)
- Frida Kahlo :
  - Le cadre, portrait de l'artiste (seul tableau de l'artiste exposé dans une collection publique sur le continent européen[73])
- Vassily Kandinsky :
  - Impression V (Parc)
  - Improvisation XIV
  - Composition IX
  - Bild mit rotem Fleck
- Fernand Léger :
  - Composition aux Trois Figures
  - Composition aux deux perroquets
  - Elément mécanique
- Roy Lichtenstein :
  - Modular Painting with Four Panels
- René Magritte :
  - Le Modèle rouge
  - Le Viol
  - Le Double Secret
  - Les Marches de l'été
- Kasimir Malevitch :
  - Carré noir
- Man Ray :
  - Le Violon d'Ingres
- Henri Matisse :
  - La Tristesse du Roi
  - Le Peintre dans son atelier
- Joan Miro :
  - Danseuse espagnole
  - Triptyque Bleu I, Bleu II, Bleu III
- Modigliani :
  - Portrait de Dédie
  - Gaston Modot
- Piet Mondrian :
  - New York City
- Bruce Nauman :
  - Mapping the Studio II with Color Shift, Flip, Flop & Flip/Flop (Fat Chance John Cage)
- Pablo Picasso :
  - Arlequin
  - Le Guitariste
- Pierre Soulages
  - Peinture 195 x 130 cm, 2 juin 1953
  - Peinture 195 x 130 cm, 10 août 1956
  - Peinture 194 x 130 cm, 9 octobre 1957
  - Peinture 260 x 202 cm, 19 juin 1963
  - Peinture 220 x 366 cm, 14 mai 1968
- Martial Raysse :
  - Made in Japan - la Grande Odalisque
- Tamara de Lempicka :
  - Jeune fille en vert
- Yves Tanguy :
  - Jour de lenteur
  - A quatre heures d'été, l'espoir
  - Le Palais aux rochers de fenêtres
- Cy Twombly :
  - Achilles Mourning the Death of Patroclus
- Andy Warhol :
  - Ten Lizes
  - Big Electric Chair

## Directeurs du MNAM

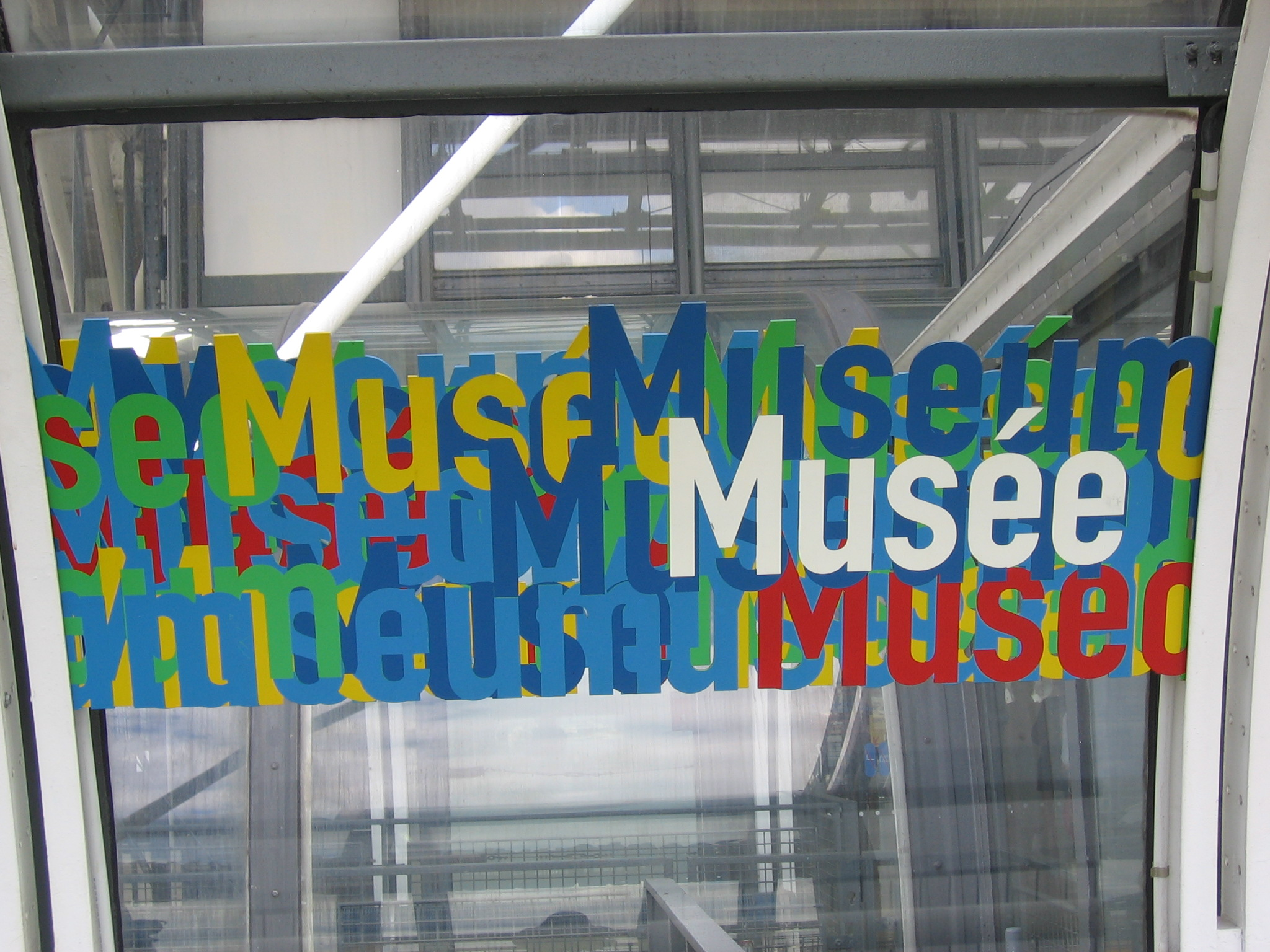
Sérigraphie reprenant le logo du musée.

- 1940 : Jean Cassou
- 1941-1944 : Pierre Ladoué
- 1945-1965 : Jean Cassou
- 1965-1968 : Bernard Dorival
- 1968-1973 : Jean Leymarie
- 1973-1981 : Pontus Hulten
- 1981-1986 : Dominique Bozo
- 1986-1987 : Bernard Ceysson
- 1987-1991 : Jean-Hubert Martin
- 1991-1992 : Dominique Bozo
- 1992-1997 : Germain Viatte
- 1997-2000 : Werner Spies
- 2000-2013 : Alfred Pacquement
- 2013-2021 : Bernard Blistène
- À partir du 1er octobre 2021 : Xavier Rey[74]